# Bell’s Open 1980
Die Bell’s Open 1980 im Badminton fanden vom 10. bis zum 12. Oktober 1980 in Perth statt. Das Preisgeld betrug umgerechnet etwa 10.000 Deutsche Mark.

## Finalresultate
| Disziplin    | Sieger                         | Finalist                         | Ergebnis         |
| ------------ | ------------------------------ | -------------------------------- | ---------------- |
| Herreneinzel | Ray Stevens                    | Steve Baddeley                   | 7:15, 15:5, 15:6 |
| Dameneinzel  | Jane Webster                   | Gillian Gilks                    | 11:6, 11:8       |
| Herrendoppel | Ray Stevens Steve Baddeley     | Billy Gilliland Dan Travers      | 15:9, 15:9       |
| Damendoppel  | Gillian Gilks Paula Kilvington | Jane Webster Nora Perry          | 15:8, 15:6       |
| Mixed        | Ray Stevens Nora Perry         | Gordon Hamilton Joanna Flockhart | 15:4, 15:3       |